# Tanaica Montes
Tanaica Montes és una estructura geològica del tipus mons a la superfície de Mart, situada amb el sistema de coordenades planetocèntriques a 40.55 ° de latitud N i 270.74 ° de longitud E. Fa 178.55 km de diàmetre. El nom va ser fet oficial per la UAI l'any 1991 i pren el nom d'una característica d'albedo.